# Clastobryum flagelliferum
Clastobryum flagelliferum là một loài rêu trong họ Sematophyllaceae. Loài này được Tan, B., T.J. Kop. & D.H. Norris mô tả khoa học đầu tiên năm 2011.